# شريط لاصق

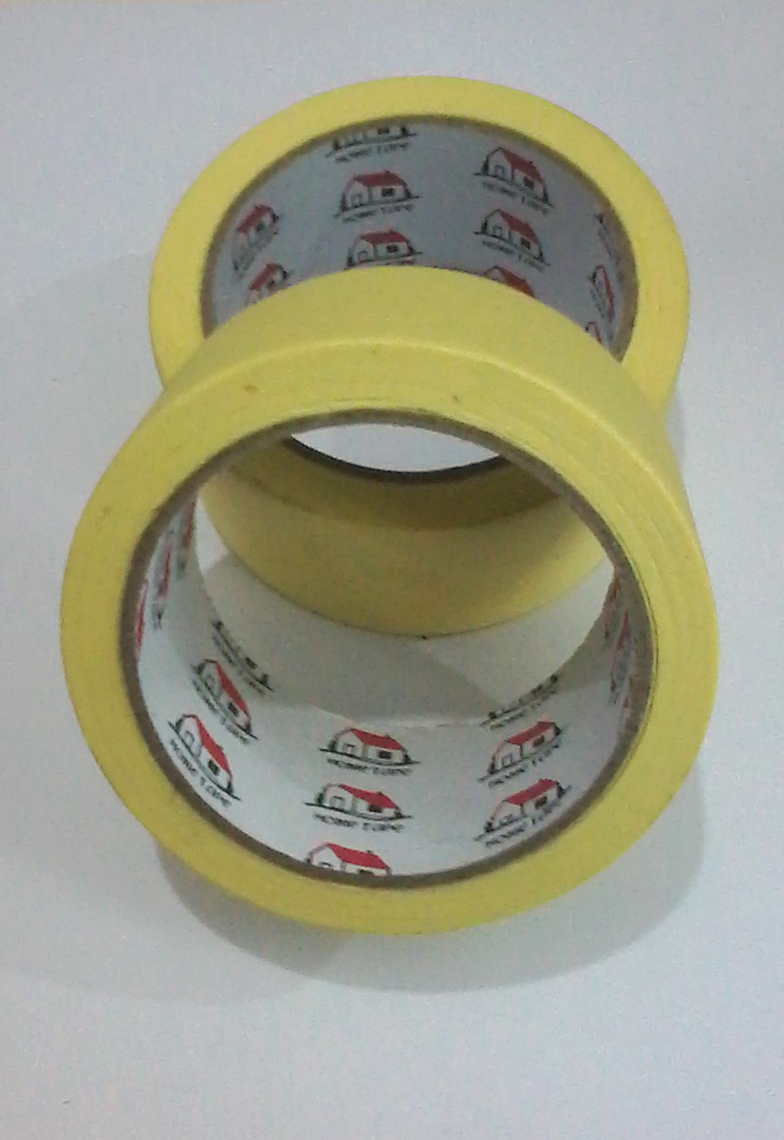
شريط لاصق ورقي.

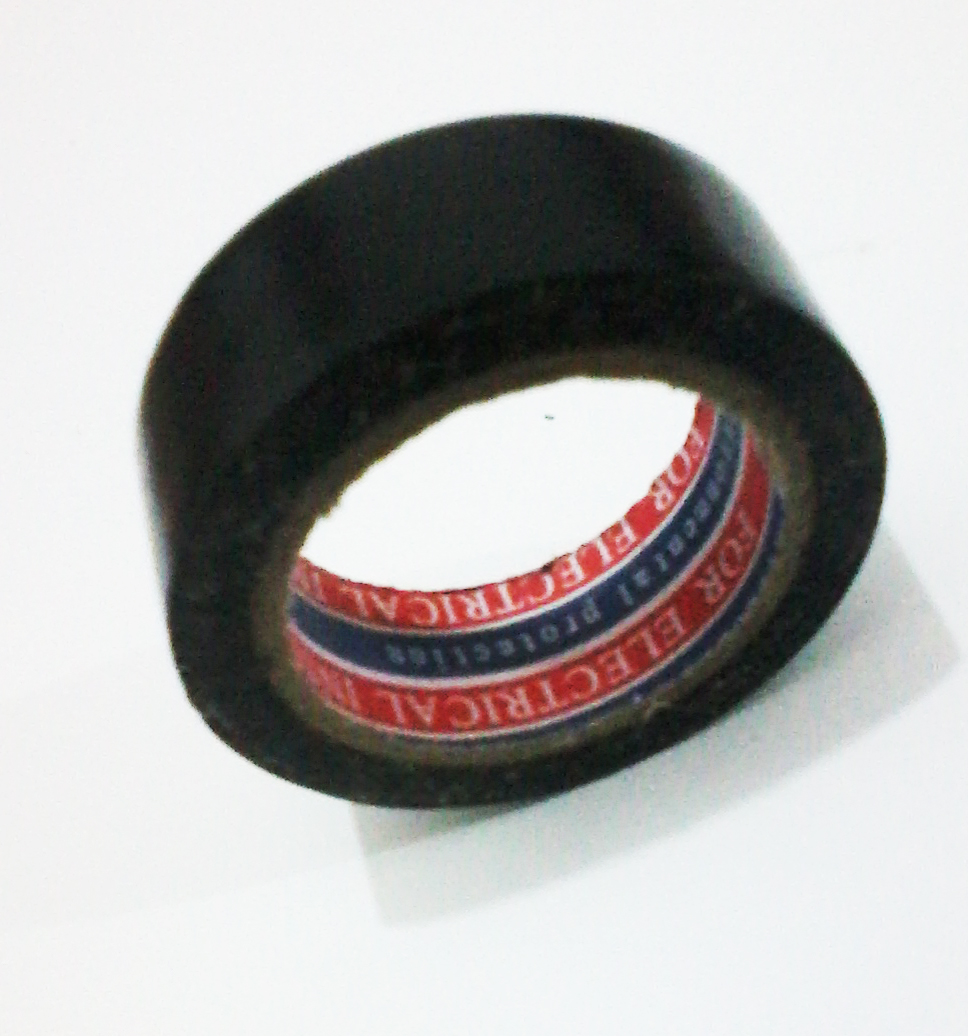
شريط لاصق كهربائي.

الشريط اللاصق (الجمع: أَشْرِطَة لَاصِقَة) ويشير إلى أي نوع من الأشرطة اللاصقة المتنوعة، ويمكن استخدام أنواع متعددة من تركيبات المواد اللاصقة على الشريط اللاصق، اعتمادا على الاستخدام المصنوع لآجله.

## أنواع الأشرطة اللاصقة
أشرطة حساسة لضغط: مثل الشريط اللاصق الجراحي.
أشرطة حساسة للحرارة: يكون الشريط الحساس للحرارة قوي ولا يتآكل بسهولة حتى يقاوم الحرارة المرتفعة.
أشرطة مقاومة للماء: يتم تغليف به الورق لحمايته من الماء.
أشرطة متينة: مثل الشريط اللاصق الكهربائي.